# Vojnik
Vojnik – wieś w Słowenii, siedziba gminy Vojnik. W 2018 roku liczyła 2408 mieszkańców.